# Czeremcha zwyczajna

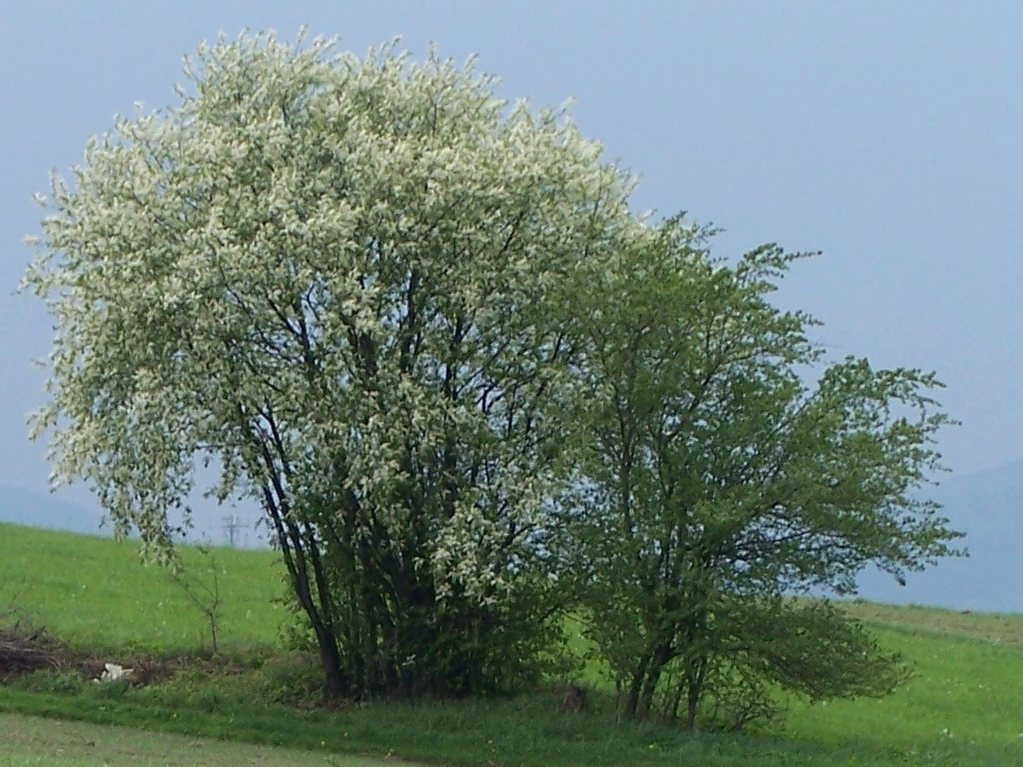
Pokrój

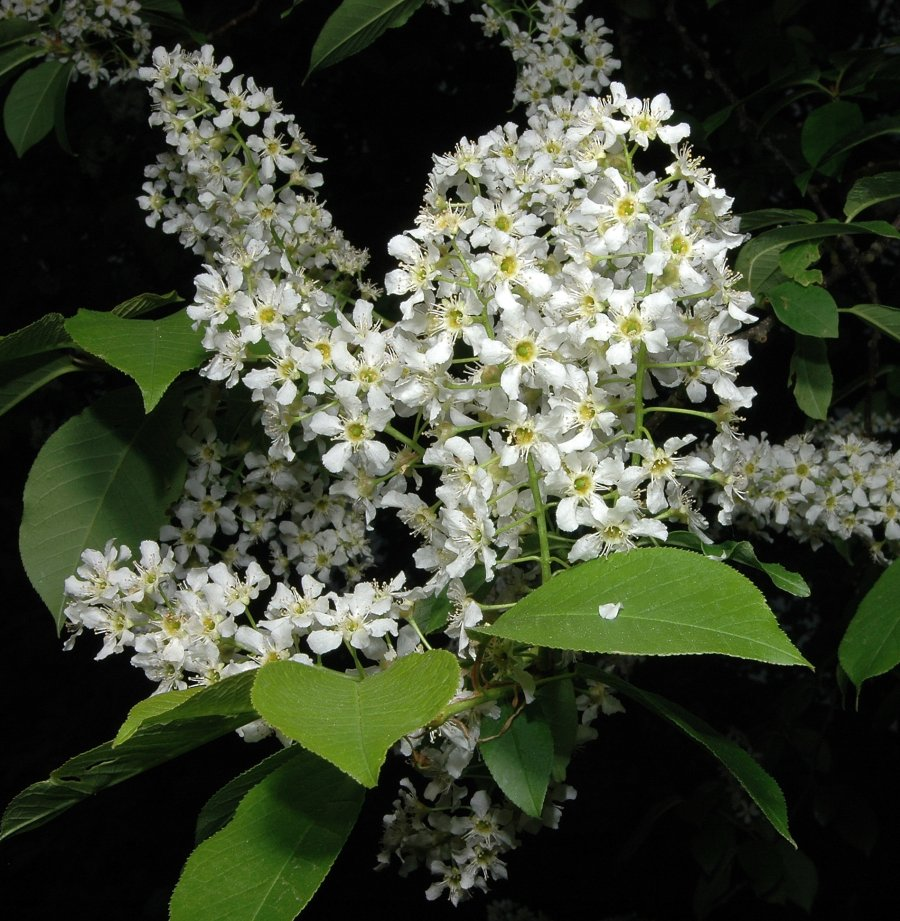
Kwiaty

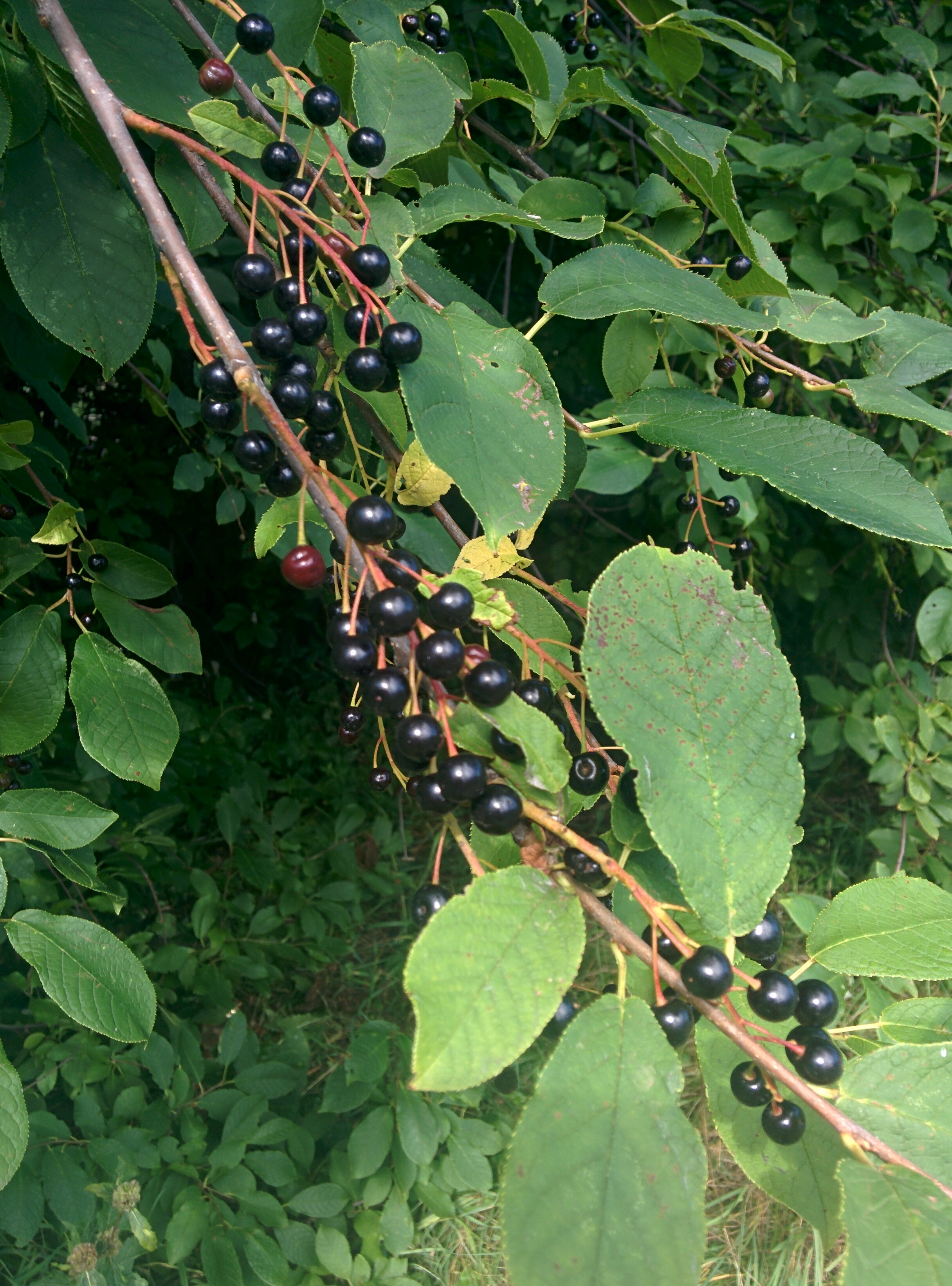
Owoce

Czeremcha zwyczajna (Prunus padus L.) – gatunek drzewa lub dużego krzewu z rodziny różowatych. Znana także pod nazwą czeremcha pospolita. Występuje w całej Europie, Azji Mniejszej i zachodniej Syberii. W Polsce jest rośliną pospolitą.

## Nazwa zwyczajowa
Oryginalnie nazywana po polsku trzemcha (porównaj czeską střemcha oraz słowacką čremcha). Czeremcha jest zaimportowanym w XVII wieku rutenizmem. W różnych regionach kraju występuje również pod lokalnymi nazwami ludowymi: czeremucha, śliwa kocierpka, kocierba, korcipa, korciupa, kotarba, smrodynia.

## Morfologia
PokrójDrzewo dorasta do 15 m, krzew od 0,5 do 4 m wysokości. Ma szeroką, jajowatą koronę i zwisające gałęzie. Roślina łatwo wytwarza pędy odroślowe, tworząc formę krzewiastą.
PieńCzęsto rozrasta się na wiele pni. Kora ciemnobrązowa do czarniawej, po roztarciu wydziela nieprzyjemny zapach, zbliżony do migdałów. Pędy grube. Na rocznych pędach nieliczne białawe przetchlinki. Pączki bardzo smukłe, spiczaste, przylegające do gałązek.
LiścieJasnozielone, eliptyczne, wydłużone, bardzo gładkie, nieco skórzaste i połyskujące, ustawione skrętolegle. Blaszka liściowa o ostro i dość płytko piłkowanych brzegach, ma długość do 12 cm i posiada do 12 nerwów bocznych. Na spodniej stronie sinozielone, w kątach nerwów wyrastają kępki rudawych włosków. U podstawy blaszki występują 1–2, łatwo odpadające, zielonkawe gruczołki miodnikowe. Roztarte liście wydzielają silny zapach.
KwiatyBiałe, mocno pachnące. Na brzegach korony delikatnie ząbkowane. Zebrane są w zwisający kwiatostan – grono o długości do 15 cm.
OwoceKuliste, błyszczące, czarne, słodkogorzkie pestkowce wielkości grochu. Średnica ok. 8 mm. Po rozgnieceniu lepkie.

## Biologia i ekologia
DrewnoDosyć twarde i sprężyste, o drobnych słojach.
Cechy fitochemiczneZwiązki lotne wydzielane przez kwiaty zawierają dużo bakteriobójczych fitoncydów. Kora, liście i kwiaty roztarte w palcach wydzielają silny, nieprzyjemny zapach. Kora i pąki liściowe zawierają glikozydy cyjanogenne (prulaurazyna, prunazyna). Nasiona zawierają amigdalinę (ok. 1,5%), która łatwo ulega hydrolitycznemu rozkładowi, dając w efekcie silnie trujący cyjanowodór (kwas pruski).
RozwójKwitnie w kwietniu i w maju. Kwiaty przedsłupne, owadopylne. Roślina miododajna. Owoce dojrzewają we wrześniu-październiku. Nasiona rozsiewane są przez ptaki.
GenetykaLiczba chromosomów 2n=32.
SiedliskoOlsy, lasy mieszane, zarośla, łęgi, wzdłuż rzek, strumieni i brzegów jezior. Lubi gleby bogatsze, dość wilgotne, preferuje stanowiska częściowo zacienione. Megafanerofit. Jest gatunkiem charakterystycznym dla All. Alno-Ulmion.
Ciekawe okazyNajgrubsza czeremcha zwyczajna w Polsce rośnie koło Poznania, w miejscowości Brączewo, w leśnictwie Daniele (nadleśnictwo Oborniki). Ma obwód 163 cm i wysokość 17 m. W Skałkach Twardowskiego w Krakowie rośnie czeremcha zwyczajna będąca pomnikiem przyrody.

### Roślina pokarmowa dla zwierząt
Jest rośliną żywicielską larw m.in. namiotnika czeremszaczka i paśnika jaskiniowca. Maczugowiec czeremchowy (Eriophynes padi), jeden z gatunków szpecieli, roślinożernych roztoczy, wywołuje na liściach czeremchy galasy w formie maczugowatych narośli, w których rozwija się następne pokolenie szkodnika. Zaatakowane liście później zamierają. Na suchych stanowiskach czeremcha często atakowana jest przez mszyce.
Owocami żywią się 24 gatunki ptaków, m.in. wilga, kowalik, zaganiacz, pokrzewka ogrodowa, dzwoniec oraz 11 gatunków ssaków, m.in. kuna leśna, nornik zwyczajny, niedźwiedź brunatny. Pędy są zgryzane przez bobry, sarny i jelenie.

## Zastosowanie
Roślina ozdobnaBywa sadzona w parkach i przy drogach. Stosowana w zadrzewieniach krajobrazowych na podmokłych terenach.
Roślina jadalnaOwoce są jadalne, z lekkim gorzkawym posmakiem (im później zebrane, tym mniej gorzkie). Po wysuszeniu wykorzystywane są na Syberii jako składnik nalewek i przyprawa do pierogów.
Roślina leczniczaW medycynie ludowej uznawana była za roślinę leczniczą – m.in. młode liście zawierają glikozydowe związki lotne o własnościach odkażających, bakteriobójczych, a także toksycznych dla wielu owadów. Surowcem zielarskim jest kora czeremchy (Cortex padi) pozyskiwana z młodych gałązek, razem z pąkami liściowymi. Używana była w medycynie ludowej jako środek ściągający, moczopędny i przeciwreumatyczny.
Surowiec drzewnyDrewno wykorzystywane jest na niewielkie wyroby stolarskie.